# 미키 스필레인
프랭크 모리슨 스필레인(Frank Morrison Spillane, 1918년 3월 9일 ~ 2006년 7월 17일)은 미키 스필레인(mickey spillane)으로 더 잘 알려진 미국의 범죄소설 작가이다. 〈마이클 해머 시리즈〉로 유명하다. 세계적으로 2억 2천 5백만 권 정도의 책을 팔았으며, 1980년까지 미국에서 가장 많이 팔린 15권의 책들 중 7권이 그의 책이다.

## 성장기
뉴욕 브루클린에서 아일랜드 이민자 출신 아버지(존 조셉 스필레인, John Joseph Spillane)와 스코틀랜드 출신의 모친(캐서린 앤 Catherine Anne)사이에서 외아들로 태어났다. 뉴저지의 엘리자베스(Elizabeth)에서 성장하였다, 에라스무스 홀 고등학교(Erasmus Hall High School)출신. 고등학교에 습작을 시작하여, 고교 재학 중에 이미 캔자스주에 있는 포트 해이스 주립대학(Fort Hays State College)에서 조금씩 강의를 들었고, 수영장 감시원, 서커스의 단원(트램펄린) 등 다양한 직업을 경험하였다.

## 작품활동

#### 만화대본
코믹북스(comic books; 만화가)로 저술작업을 시작하였다. 1940년 세일즈맨으로 일하던 중에 역시 세일즈맨인 조 길(Joe Gill)을 만나는데, 그는 훗날 찰턴 코믹스(Charlton Comics,)에서 대본작업으로 왕성한 활동을 하게 된다. 길을 통해 동생인 레이 길 (Ray Gill)을 만나게 되었는데 그는 마침 퍼니스 사(Funnies Inc.)에서 대본을 쓰고 있었다. 스필레인은 곧 매일매일 여덟 장씩 만화 대본을 쓰기 시작했고, 캡틴 마블(Captain Marvel), 슈퍼맨(Superman), 배트맨( Batman), 캡틴 아메리카(Captain America) 등 1940년대의 유명캐릭터들을 위한 모험 스토리를 만들어냈다. 또한 그의 이름으로 2페이지 분량의 짧은 글을 만화잡지(Timely Marvel)에 실을 수 있었다.

#### 마이크 해머
진주만 사건의 다음날인 1941년 12월 8일 미 공군(US Army Air Corps)에 입대하였다. 미시시피주의 그린우드에서 비행 지시관(flight instructor)으로 근무하던 중 메리 앤 피어스(Mary Ann Pearce)를 만나 1945년 결혼하였다. 뉴욕 뉴버그(Newburgh)에 있는 전원주택을 사는 데 필요한 돈을 벌기 위해 책(만화 대본이 아닌 소설)을 쓰려고 결심했다. 19일이 걸려서 그가 완성한 첫 소설은 《내가 심판한다》 (I, the Jury). 레이 길의 조언으로 그것을 E. P. 듀톤(Dutton)에 보냈다.
이 책은 대성공을 거뒀다. 1947년 하드커버와 1948년 겨울 발매된 페이퍼백을 합쳐서 미국에서만 650만권이 팔렸으며 동시에 스필레인의 가장 유명한 하드보일드 스타일의 형사 마이크 해머(Mike Hammer)가 탄생하였다. 지금 기준으로는 별 것 아니지만 당시 상식으로는 다른 유사 소설에 비해 섹스의 묘사나 폭력의 정도가 훨씬 노골적이고 심한 편이었다.